# NGC 51
NGC 51 és una galàxia lenticular localitzada en la constel·lació d'Andròmeda. Té un diàmetre de 90,000 anys llum. La galàxia va ser descoberta el 7 de setembre de 1885 per Lewis Swift, qui la va descriure com "bastant feble, bastant petita, rodona, brillant".